# タンブレ
タンブレ（伊: Tambre）は、イタリア共和国ヴェネト州ベッルーノ県にある、人口約1,300人の基礎自治体（コムーネ）。

## 地理

### 位置・広がり

#### 隣接コムーネ
隣接するコムーネは以下の通り。括弧内のPNはポルデノーネ県、TVはトレヴィーゾ県所属を示す。
- アルパゴ
- アヴィアーノ (PN)
- バルチス (PN)
- ブドーイア (PN)
- カーネヴァ (PN)
- キエース・ダルパゴ
- フレゴーナ (TV)
- ポルチェニーゴ (PN)

### 気候分類・地震分類
気候分類では、zona F, 3898 GGに分類される。
また、イタリアの地震リスク階級 (it) では、zona 1 (sismicità alta) に分類される。

## 行政

### 分離集落
タンブレには、以下の分離集落（フラツィオーネ）がある。
- All'O, Benedet, Borsoi, Brolio, Broz, Buraci, Campon, Civit, Col Indes, Federa, Frassenei, Fullin, Lavina, Malolt, Micei, Moretti, Pianon, Pian Canaie, Pian Cansiglio, Pian Osteria, Sant'Anna, Scurzan, Soralavina, Tambruz, Valdenogher, Valmenera, Valturcana, Vivaio